# Muskedunder

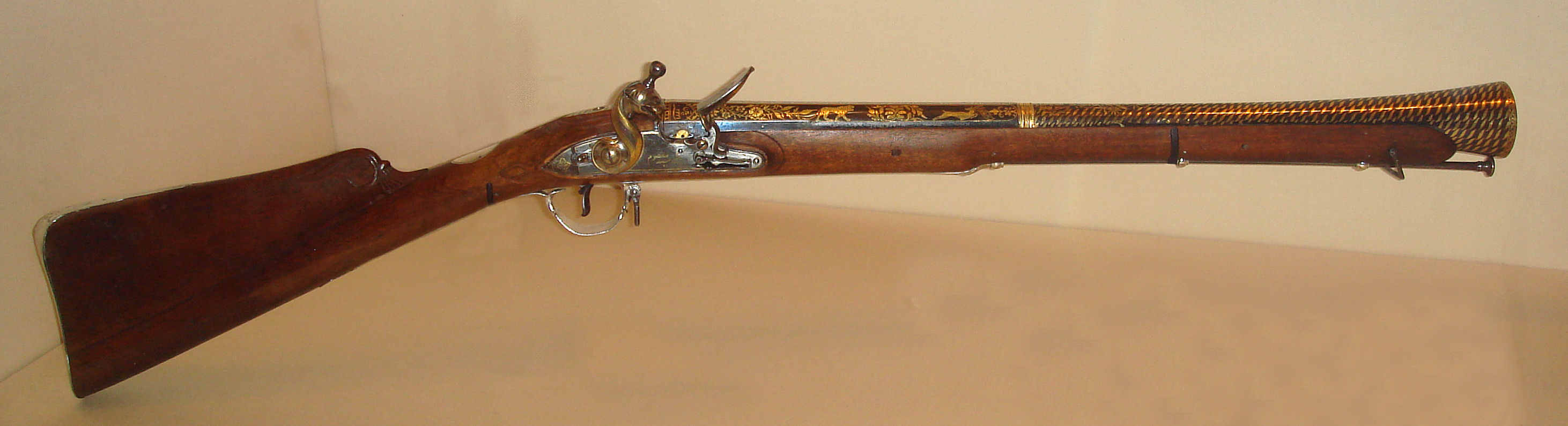
Muskedunder från slutet av 1700-talet

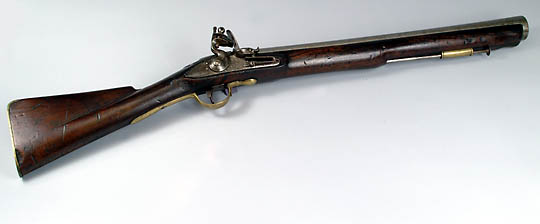
Engelskt muskedunder med flintlås

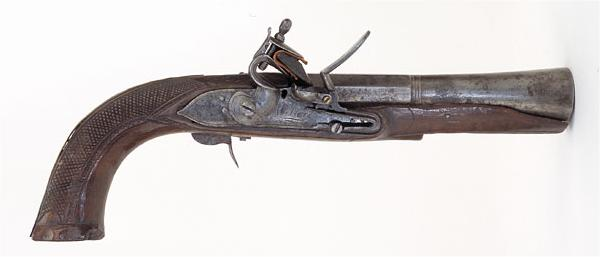
Engelsk muskedunderpistol från mitten av 1800-talet

Ett muskedunder är ett kort handeldvapen med grov kaliber använt av flottan under 1600- och 1700-talet.
Muskedunder är ett muskötliknande vapen, men med kortare, trattformad pipa och grövre kaliber, avsett för mejning på korta avstånd (0-25 meter). Till skillnad från musköten som normalt laddades med en fullkaliberskula, laddades muskedundret med ett flertal mindre kulor (eller i brist på sådana vadhelst som fanns tillhands av lämplig storlek, exempel finns på att man använt mynt, pilbuntar, knappar m.m.) I likhet med den moderna tidens muskedunder, det avsågade hagelgeväret, gjorde den korta pipan att räckvidden blev kort men med stor spridning. Den trattformade mynningen gjorde vare sig till eller från för spridningen, men underlättade omladdningen avsevärt när krut och kulor skulle hällas i. Detta var fördelaktigt för beridna trupper såsom dragoner som då kunde skjuta i full rörelse, med god verkan mot täta formationer. Inom flottan användes muskedunder främst som försvar mot äntring.
Numera används ordet i överförd betydelse om godtyckliga handeldvapen som ser tunga, ålderdomliga och klumpiga ut.
Ordet "muskedunder" är belagt i svenska språket sedan 1710 och kommer från tyskans "Muskedonner" med samma betydelse.